# Leconte de Lisle
Pour les articles homonymes, voir Leconte et Lisle.
Ne pas confondre avec Rouget de Lisle, le comte de Villiers de L'Isle-Adam ou Louis-Joseph de Beaussier de l'Isle
Vous pouvez aider à l'améliorer ou bien discuter des problèmes sur sa page de discussion.
- Son texte doit être wikifié : il ne correspond pas à la mise en forme Wikipédia (style, typographie, liens internes, liens entre les wikis, etc.). (Marqué depuis mars 2022)
- Il n’est pas rédigé dans un style encyclopédique. (Marqué depuis mars 2022)
- Il présente trop d'images par rapport à sa longueur. Ceci va à l'encontre de l'esprit de synthèse, rend la lecture difficile, et allonge la durée de téléchargement pour les connexions lentes. Voir les recommandations sur les images. (Marqué depuis mars 2022)
- Il a besoin d'un nouveau plan. (Marqué depuis mars 2022)

Charles Marie René Leconte de Lisle, dit Leconte de Lisle, est un poète français, né le 22 octobre 1818 à Saint-Paul sur l'île de la Réunion, et mort le 17 juillet 1894 à Voisins (Louveciennes).
Son œuvre est composée de trois recueils de poésie, de pièces de théâtre et de traductions d’auteurs anciens.
Il est considéré comme le chef de file du mouvement parnassien : il a exprimé dans des préfaces certains principes auxquels se sont ralliés les poètes d’une génération — entre la période romantique et le symbolisme — regroupés sous le terme de parnassiens à partir de l'année 1866.
Il a été décoré de la Légion d'honneur en 1870 et élu à l'Académie française en 1886.

## Biographie

### Origines familiales
Charles Marie René Leconte de Lisle naît à Saint-Paul sur l'île de La Réunion (à l'époque appelée Île Bourbon). Il passe son enfance entre La Réunion et la Bretagne, au gré des déménagements de sa famille.

### Années d'études
Pendant ses études secondaires, Leconte de Lisle découvre  Les Orientales de Victor Hugo et tombe amoureux de sa cousine Marie-Élixenne Naciède de Lanux (1821-1840), qui sera sa muse[réf. souhaitée]. C'est à cette époque qu'il écrit ses premiers essais littéraires.
En 1837, il quitte à nouveau son île natale pour la métropole afin d'obtenir son baccalauréat et poursuivre des études de droit. Le 14 novembre, il s'inscrit à la faculté de droit de Rennes.
Le 21 janvier 1841, Leconte de Lisle est reçu avec difficulté bachelier en droit. Sa famille s'installe à Saint-Denis (La Réunion). Il abandonne ses études de droit[Quand ?].

### Vie familiale
Le 10 septembre 1857, il épouse Anna Adélaïde Perray, lingère qu'il avait rencontrée chez son ami d'enfance[réf. souhaitée] Félix Jobbé-Duval et avec laquelle il vit depuis deux ans ; c’est un mariage modeste.
En 1859, sa mère quitte La Réunion et s'établit à Bordeaux chez une de ses filles mariée à un armateur.[réf. nécessaire]

### Carrière de bibliothécaire au Sénat
Le 28 décembre 1871, il est nommé "employé"[réf. nécessaire] à la Bibliothèque du Palais du Luxembourg en remplacement de François Coppée. Il accepte, tout en se sentant blessé par la médiocrité de l’offre. Il restera en fonction jusqu'à sa mort.

### Positions politiques
Entre 1843 et 1845 alors que Leconte de Lisle vit en donnant des leçons et collaborant à des journaux locaux[réf. nécessaire], les rédacteurs du journal phalanstérien La Démocratie pacifique lui proposent une place dans leur société, avec promesse de publier un livre de poésie. Il décide alors de retourner s'installer à Paris.
En 1845, lors de son départ, il rencontre à Brest le phalanstérien Paul de Flotte avec qui il rejoint Paris. Là-bas, il rencontre Charles Baudelaire. Il professe des opinions républicaines et anti-esclavagistes.[réf. nécessaire] C'est à  ce moment qu'il se passionne pour la politique et en particulier pour les "idées démocratiques et fouriéristes et pour les phalanstériens".
En 1846, il collabore à des publications fouriéristes : La Phalange, mensuel dont il assure le secrétariat et qui publie plusieurs de ses poèmes ; La Démocratie pacifique, quotidien auquel il donne des contes en prose, quelques articles de politique et un poème (Ode à Fourier) qu’il prononce lors du banquet pour les 74 ans de Charles Fourier le 7 avril 1846.[réf. nécessaire] En juin 1847, il rompt avec l'École phalanstérienne.[réf. nécessaire]
Entre 1848 et 1851, Leconte de Lisle participe très activement à la campagne d’un groupe de jeunes créoles en faveur de l’abolition de l’esclavage.[réf. nécessaire] On l’envoie dans les Côtes-du-Nord[Qui ?], pour se présenter à la députation. Il n'est pas élu. Il aurait été présent sur les barricades, pendant les événements de juin. Il est incarcéré pendant quarante-huit heures.[réf. nécessaire] Déçu par la tournure que prennent les événements après 1848, il se détourne de la politique pour se consacrer à la littérature.
En 1864, tacitement rallié au régime impérial, il accepte une pension payée sur la cassette personnelle de l’Empereur.
Dans sa correspondance de 1871, Leconte de Lisle se montre hostile à la Commune[réf. nécessaire], qui lui semble compromettre les chances d’établir la République.

### Relations littéraires
Le 23 août 1851, présenté à Sainte-Beuve lors d'une soirée littéraire, il récite son poème Midi, qui impressionne Sainte-Beuve : « Mais ceci est un chef-d'œuvre et cet enfant est un grand poète ! »[réf. nécessaire]
Entre 1853 et 1855, Leconte de Lisle fréquente chez Louise Colet Gustave Flaubert, Alfred de Vigny, Victor Cousin, entre autres. Flaubert est enthousiasmé par sa poésie.[réf. nécessaire]
En 1874 il rencontre Victor Hugo.[réf. nécessaire] Le 1er juin 1885, aux funérailles de Victor Hugo, il prononce un discours.
En 1888, il rencontre : la reine Élisabeth de Roumanie, qui signe ses œuvres littéraires du pseudonyme de Carmen Sylva ; la princesse Hélène Vacaresco ; la princesse Brancovan et sa sœur Hélène Bibesco ; Elena Goldschmidt.
En 1891, un différend avec Anatole France, de nature littéraire au départ, conduit Leconte de Lisle à le provoquer en duel. L'affaire ne va pas au-delà de quelques échanges épistolaires.[réf. nécessaire]
Le 1er août 1892, la revue La Plume annonce la constitution d'un comité de souscription pour but d'élever une statue à Charles Baudelaire. Sur le conseil de Stéphane Mallarmé qui décline ce rôle, Leconte de Lisle en a accepte la présidence d'honneur ; c'est à Auguste Rodin que le travail est demandé.
Le 1er juin, José-Maria de Heredia publie dans la revue La Plume une lettre qui lance un appel aux poètes en faveur du monument à ériger à Leconte de Lisle. Il demande à Léon Deschamps, directeur de la revue, l’ouverture d’une souscription dans ses colonnes.

### Élection à l'Académie Française
En 1877, sa première candidature à l'Académie Française échoue au profit de Victorien Sardou[réf. nécessaire]. Victor Hugo vote pour lui avec ostentation. Leconte de Lisle déclare que le suffrage de Victor Hugo équivaut à son élection et qu’il ne se présenterait plus.[réf. nécessaire]
Le 1er août 1885, il se porte à nouveau candidat à l'Académie française au fauteuil de Victor Hugo. Le 11 février 1886, malgré l'opposition d'adversaires irréductibles, il est élu à l'Académie française, par 21 voix sur 32 votants, au fauteuil de Victor Hugo.[réf. nécessaire] Leconte de Lisle est reçu sous la coupole en le 31 mars 1887 par Alexandre Dumas fils.

### Mort
Le mardi 17 juillet 1894, à 7 heures du soir, Leconte de Lisle meurt subitement d'une pneumonie[réf. nécessaire] à Voisins, où il se trouve en villégiature chez Élena Goldschmidt.
Le 21 juillet, José-Maria de Heredia et Gaston Boissier prononcent des discours lors des funérailles de Leconte de Lisle. Ses obsèques religieuses ont lieu à Saint-Sulpice. Il est enterré au cimetière du Montparnasse, à Paris. Madame Leconte de Lisle, sa veuve, se voit allouer une pension.[réf. nécessaire] Une souscription publique est ouverte afin d'élever un monument. Son exécution est confiée au sculpteur Denys Puech.
En septembre 1977, les cendres de Leconte de Lisle sont rapatriées à l'île de La Réunion. Il est inhumé le 28 septembre au cimetière marin de Saint-Paul, conformément à son vœu de reposer en terre réunionnaise exprimé dans ses poèmes le Manchy et Si l'Aurore.

## Œuvre

### Poèmes et recueils
Le 9 février 1852, Sainte-Beuve évoque dans un article pour Le Constitutionnel le poème de Leconte de Lisle « Hélène » et y retranscrit « Midi ». Son ami Auguste Lacaussade le met en relation avec l’éditeur Marc Ducloux[réf. souhaitée], qui publie le 4 décembre les Poëmes Antiques, avec la préface. Très remarqué, le recueil prend sa place dans le monde des lettres. Pour Poèmes Antiques, Leconte de Lisle reçoit le prix Maillé-Latour-Landry 1854 de l’Académie française. En 1874, il publie une seconde édition des Poèmes antiques, augmentée et refondue.
En 1855, Leconte de Lisle publie un second recueil intitulé Poèmes et poésies. L'année suivante, il reçoit le prix Lambert de l'Académie française.
En 1857, il publie « Hypatie » et reçoit un nouveau prix de l'Académie française[réf. nécessaire]. En 1858, il publie un recueil de ses Poésies complètes.
En 1862, Leconte de Lisle publie Poésies barbares. Il en publie en 1872 une réédition refondue et augmentée intitulée Poèmes barbares.
En 1884, le recueil Poèmes tragiques paraît. Pour ce recueil, il reçoit le prix Jean-Reynaud de l’Académie française[réf. nécessaire].

### Mouvement parnassien

#### Le Parnasse contemporain
Les poètes se revendiquant du mouvement parnassien se retrouvent au salon de Leconte de Lisle et contribuent à une série de recueils collectifs : Le Parnasse contemporain. Leconte de Lisle en préside le comité de rédaction. Trois éditions de ce recueils seront publiées : la première en 1866, la seconde entre 1869 et 1871 (sa publication est interrompue par la guerre contre la Prusse) et la dernière en 1876. 99 poètes ont contribué à ces trois éditions.

#### Réceptions et critiques
En 1860, le succès des recueils poétiques, sa préface  des Poèmes antiques, une série d’articles sur Les Poètes contemporains dans Le Nain jaune conduisent les jeunes poètes à adopter Leconte de Lisle comme chef de file d’un nouveau courant poétique.
Au début du mois d'avril 1861, il emménage au 8, boulevard des Invalides, où il commence à recevoir les jeunes poètes. Chaque samedi, ils se rendent dans son salon au cinquième étage « à la file indienne, par un étroit escalier » : d'abord Catulle Mendès (introduit par Louis Ménard), François Coppée et Villiers de L’Isle-Adam ; viendront ensuite Louis-Xavier de Ricard, Paul Verlaine, Jules Andrieu, Albert Mérat, Léon Valade, Léon Dierx, Sully Prudhomme, Albert Glatigny, José-Maria de Heredia, et parfois Mallarmé et Emmanuel des Essarts, etc.
Le 17 avril 1866, il est témoin au mariage de Catulle Mendès avec Judith Gautier. En novembre de la même année, Barbey d’Aurevilly publie un pamphlet comprenant une critique consacrée à Leconte de Lisle et aux 36 autres poètes ayant contribué au premier volet du Parnasse contemporain : Les trente-sept médaillonnets du Parnasse contemporain.
Entre 1867 et 1868, les traductions par Leconte de Lisle de l'Iliade et de l'Odyssée paraissent. Alphonse Daudet, Paul Arène et plusieurs de leurs amis publient un pastiche, Le Parnassiculet contemporain, visant notamment Leconte de Lisle. Dans son premier roman, Alphonse Daudet campe le poète Baghavat, qui est une caricature de Leconte de Lisle.
Début novembre 1885, Paul Verlaine lui consacre une monographie, accompagnée d’un portrait-charge dû à Coll-Toc.
Le 14 février 1887, parution de la Protestation des artistes contre la Tour de M. Eiffel, dont Leconte de Lisle est cosignataire parmi environ trois cents artistes.

### Commandes et œuvres théâtrales
En 1871, après la chute de l'Empire et la découverte de la pension qui lui était attribuée, Leconte de Lisle publie des œuvres de commande chez Lemerre : Histoire populaire de la Révolution française et Histoire populaire du christianisme. Il publie aussi anonymement un Catéchisme populaire républicain, qui sera tiré en 24 éditions.
Le 6 janvier 1873, il crée à l’Odéon la tragédie antique Les Érinnyes. La musique de scène de Jules Massenet est jouée par un petit orchestre composé de 40 musiciens sous la direction d'Édouard Colonne, avec Eugène Ysaÿe au premier violon. La même année, il finit de rédiger avec Anatole France l’édition posthume du Grand dictionnaire de cuisine d’Alexandre Dumas père.
En 1874, il se lie avec Victor Hugo.
En 1876, il collabore à une Histoire du Moyen Âge, signée seulement par Pierre Gosset. Le 15 mai, reprise de la pièce Les Érinnyes pour quatre représentations à la Gaîté Lyrique, sous la direction de Jules Danbé. Jules Massenet a remanié la partition : il a ajouté une ouverture, des airs de ballet, une marche et des chœurs. Mais il a aussi réorchestré pour un orchestre symphonique complet.
En 1877, Leconte de Lisle entame une collaboration avec le compositeur Franz Servais pour l’Apollonide.
Après l'échec de sa première candidature à l'Académie française, un important article de Jules Lemaître fait l’éloge de Leconte de Lisle dans La Nouvelle Revue (21 août 1880).
En 1888 L'Apollonide paraît.
Le 16 mars 1889, les Érinnyes sont reprises à l'Odéon pour une série de vingt représentations.
Le 24 février 1892, nouvelle reprise des Érinnyes, à l'Odéon pour une série de seize représentations.

### Idées littéraires
Le choix de certains thèmes et leurs traitements par Leconte de Lisle le relient au romantisme, notamment : la description de la nature sauvage (couleur, exotisme, animaux, …), les sujets historiques et mythologiques, le goût de la liberté dans la fantaisie, l’énergie.
Mais, amplifiant l’impulsion donnée par Théophile Gautier avec son culte de l’Art pour l’Art et par Théodore de Banville, Leconte de Lisle rompt avec ce mouvement et défend une doctrine nouvelle — celle qui va servir de modèle aux parnassiens — caractérisée par quelques principes : la poésie doit rester impersonnelle (le poète ne doit pas chanter son ego) ; le poète doit privilégier le travail de la forme plutôt que se laisser aller à sa seule inspiration débridée. Il doit viser la beauté, dont l’antiquité (grecque, hindoue, nordique, etc.) fournit les modèles absolus ; par opposition aux sentiments, la science, guidée par la raison, constitue un champ d’expression infini. Le poète ne doit pas s’impliquer dans la vie moderne.

## Liste des œuvres

### Poésie
En 2011, Edgard Pich, dans son édition critique nouvelle, a mis en évidence qu’entre 1837 et 1847, Leconte de Lisle avait constitué sans les publier quatre recueils de poésie : Essais poétiques de Ch. Leconte de Lisle ; Cœur et âme ; Odes à la France ; Hypatie.
- Essais poétiques de Ch. Leconte de Lislenon publié
- Cœur et âmenon publié
- Odes à la Francenon publié
- Hypatienon publié
- Poèmes antiques, Marc Ducloux, 1852
- Poèmes barbares, Librairie Poulet-Malassis, 1862
- Poèmes tragiques, Alphonse Lemerre, 1884
- Derniers poèmes, Alphonse Lemerre, 1895recueil posthume

Pendant près d’un siècle et demi, la structure adoptée pour la publication des poésies complètes de Leconte de Lisle a été celle de l’éditeur Alphonse Lemerre, en quatre volumes, constitués entre 1872 et 1895 : Poèmes antiques, Poèmes barbares, Poèmes tragiques, Derniers Poèmes.
Les poèmes de Leconte de Lisle sont sur wikisource.

### Théâtre
- Les Érynnies, Alphonse Lemerre, 1873
- L'Apollonide, Alphonse Lemerre, 1888
- Frédégonde, 1895

### Traductions
| Titre                                                                            | Année | Editions | Texte                                                                          |
| -------------------------------------------------------------------------------- | ----- | --- | ------------------------------------------------------------------------------ |
| Théocrite, Idylles et Épigrammes ; Odes anacréontiques                           | 1861  | Traduction nouvelle par Leconte de Lisle, Poulet-Malassis et de Broise,                                              | Traduction 1861 - Odes anacréontiques                                          |
| Homère, Iliade                                                                   | 1866  | Alphonse Lemerre, 1866. Rééditions : [2] - 1874, [3] - 1882, [4] - 1884.                                             | texte                                                                          |
| Homère, Odyssée                                                                  | 1868  | Alphonse Lemerre | Édition 1893 - Odyssée - Hymnes homériques - Épigrammes - La Batrakhomyomakhie |
| Hésiode, Hymnes orphiques, Théocrite, Biôn, Moskhos, Tyrtée, Odes anacréontiques | 1869  | Alphonse Lemerre Les traductions de Théocrite et des odes anacréontiques sont révisées par rapport à l'édition 1861. | Traduction 1869 - Odes anacréontiques.                                         |
| Eschyle                                                                          | 1872  | Alphonse Lemerre | Leconte de Lisle, Eschyle                                                      |
| Horace, Œuvres                                                                   | 1873  | Lemerre | Vol. I : Odes, Épodes, … Vol. II : Satires, Épîtres, …                         |
| Sophocle                                                                         | 1877  | Lemerre | Leconte de Lisle, Sophocle                                                     |
| Euripide                                                                         | 1884  | Alphonse Lemerre | Leconte de Lisle, Euripide tome I, tome II                                     |

### Prose, manifestes, préfaces, pétitions, polémiques
| Type            | Titre | Année | Commentaires, éditions, etc. |
| --------------- | --- | ----- | --- |
| Manifeste       | Préface des Poèmes antiques | 1852  | Marc Ducloux ; reprise dans le recueil posthume Derniers poèmes, 1895 |
| Manifeste       | Préface des Poèmes et poésies | 1855  | Dentu ; reprise dans le recueil posthume Derniers poèmes, 1895. |
| Manifeste       | Préface des Idylles de Théocrite et Odes anacréontiques                                                                            | 1861  | Poulet-Malassis et de Broise Thème : la traduction |
| Manifeste       | Avant-propos de l'étude sur les Poètes contemporains                                                                               | 1864  | Le Nain Jaune |
| Manifeste       | Avertissement de la traduction de l’Iliade d’Homère.                                                                               | 1867  | Lemerre Thème : la traduction. |
| Récit en prose  | Mon premier amour en prose | 1840  | Paru dans sa revue littéraire La Variété, 9e livraison, décembre 1840. |
| Récit en prose  | Une peau de tigre | 1841  | Paru dans sa revue littéraire La Variété, 12e livraison, mars 1841. |
| Récit en prose  | Le Songe d’Hermann | 1846  | Paru dans La Démocratie pacifique, 15 février 1846 |
| Récit en prose  | La Mélodie incarnée | 1846  | Paru dans La Démocratie pacifique, 1er avril 1846 |
| Récit en prose  | Le Prince Ménalcas | 1846  | Paru dans La Démocratie pacifique, 16 mai 1846 |
| Récit en prose  | Sacatove | 1846  | Paru dans La Démocratie pacifique, 6 septembre 1846 |
| Récit en prose  | Dianora | 1847  | Paru dans La Démocratie pacifique, 4 avril 1847 |
| Récit en prose  | Marcie | 1847  | Paru dans La Démocratie pacifique, 16 mai 1847 |
| Récit en prose  | La Rivière des Songes | 1847  | Paru dans La Démocratie pacifique, 13 juin 1847 |
| Récit en prose  | La Princesse Yaso'da | 1847  | Paru dans La Démocratie pacifique, 7 novembre 1847 |
| Récit en prose  | Phalya-Mani | 1876  | Paru dans La République des Lettres, 15 octobre 1876 Il s'agit d'une deuxième version de La Princesse Yaso'da. |
| Œuvre polémique | Histoires des guerres sociales |       | Écrit en collaboration avec E. Maron. Œuvre non publiée. |
| Œuvre polémique | L'Inde française | 1857  | Publié dans Le Présent, t. II, no 12, 1er octobre 1857, p. 307-337 et 416-438. |
| Œuvre polémique | Catéchisme populaire républicain                                                                                                   | 1870  | Lemerre. Paru sans mentionner l'auteur. |
| Œuvre polémique | Histoire populaire du Christianisme                                                                                                | 1871  | Lemerre |
| Œuvre polémique | Histoire populaire de la Révolution française                                                                                      | 1871  | Lemerre |
| Œuvre polémique | Histoire du Moyen-Âge | 1876  | Écrit en collaboration avec Jean Marras et Pierre Gosset. Édition Lemerre. Paru sans mentionner Jean Marras. Pierre Gosset n'est mentionné que sur la couverture des exemplaires brochés. |
| Notice          | Notice des Fleurs du mal, 2e édition                                                                                               | 1861  | Revue Européenne, décembre 1861. Cet article est intégré dans le recueil posthume Derniers poèmes, 1895, en dernière place (VI) des Poètes contemporains. |
| Notice          | Avant-propos Notice sur Béranger Notice sur Lamartine Notice sur Victor Hugo Notice sur Alfred de Vigny Notice sur Auguste Barbier | 1864  | Publié dans Le Nain jaune : Avant-propos, 3/08/1864 ; I - Béranger, 13/08/1864 ; II - Lamartine, 20/08/1864 ; III - Victor Hugo, 31/08/1864 ; IV - Alfred de Vigny, 10/09/1864 ; V - Auguste Barbier, 01/10/1864. Les notices sont intégrées dans le recueil posthume Derniers Poèmes, 1895. |
| Notice          | Notice sur Victor Hugo | 1887  | Paru dans l'Anthologie des Poètes français du XIXe siècle, Lemerre, 4 vol., 1887-89. La notice se trouve dans le vol. I |
| Notice          | Notice sur Auguste Barbier | 1887  | Paru dans l'Anthologie des Poètes français du XIXe siècle, Lemerre, 4 vol., 1887-89. La notice se trouve dans le vol. I |
| Notice          | Notice sur Edmond Haraucourt | 1889  | Paru dans l'Anthologie des Poètes français du XIXe siècle, Lemerre, 4 vol., 1887-89. La notice se trouve dans le vol. IV. |
| Discours        | Discours prononcé aux funérailles de Victor Hugo                                                                                   | 1885  | Discours prononcé, au nom des poètes, aux funérailles de Victor Hugo, au Panthéon, le 1er juin 1885 |
| Discours        | Discours de réception à l'Académie française                                                                                       | 1887  | Discours prononcé dans la séance publique tenue par l'Académie française pour la réception de M. Leconte de Lisle, le jeudi 31 mars 1887, Institut de France, 1887. |
| Préface         | Léon Vanier, Rimes de mai : Les Églantines                                                                                         | 1891  | |
| Préface         | Georges Bois, Monsieur le Vicaire                                                                                                  | 1891  | Dentu |
| Préface         | Préface aux Chauves-Souris de Robert de Montesquiou                                                                                | 1893  | G. Richard |
| Préface         | Jean Dornis, La Voie douloureuse, roman                                                                                            | 1894  | Calmann Lévy |
| Préface         | Préface à Iskender, histoire persane de Judith Gautier                                                                             | 1894  | Paris, Armand Colin et Cie, bibliothèque de romans historiques. Y figure un sonnet liminaire, L'Orient de Leconte de Lisle, repris l'année suivante dans le recueil posthume Derniers Poèmes                                                                                                 |
| Pétition        | « Soutien à la République et à l'abolition de l'esclavage »                                                                        | 1848  | |
| Pétition        | « Les artistes contre la tour Eiffel »                                                                                             | 1887  | La « protestation » des artistes a paru dans le journal Le Temps, 14 février 1887. Leconte de Lisle est l’un des 46 signataires mentionnés, mais sa contribution au texte est inconnue. |

Les deux œuvres suivantes sont mentionnées séparément, car elles posent problème :
- 1854. Épître au Czar, au sujet des lieux saints adressée à S. M. Nicolas Ier, par Le Cte de Lisle, Paris, chez Ledoyen, in-8, IX-63 p. Cette œuvre est attribuée à Leconte de Lisle dans l'ouvrage collectif Le premier siècle de l'Institut de France, sous la direction du comte de Franqueville (1895). En réalité, ce comte de Lisle a écrit, p. 30 de son œuvre, qu’il était « propriétaire et rédacteur en chef du journal La France, qu’il avait fondé dans les intérêts monarchiques et religieux de l’Europe ». Il n’a donc rien à voir avec le poète.
- 1873. Grand Dictionnaire de cuisine d'Alexandre Dumas. La contribution de Leconte de Lisle est inconnue. En mars 1870, Dumas remet son manuscrit à l'éditeur Alphonse Lemerre. Il ne le verra pas publié : il meurt le 5 décembre de la même année. Après la guerre et la Commune, Lemerre confie à Leconte de Lisle et au jeune Anatole France la direction éditoriale de l'ouvrage, qui paraît en 1873. Ce sont d'ailleurs vraisemblablement ces deux écrivains qui ont signé L.T. l'avant-propos « Alexandre Dumas et le Grand Dictionnaire de cuisine », L. pour Leconte de Lisle et T. pour Thibault, le vrai nom de France. À l'appui supplémentaire de cette hypothèse, l'hommage appuyé à Baudelaire, qu'admiraient tant les poètes parnassiens. On doit peut-être à Leconte de Lisle la part importante qui y est donnée aux épices et aux recettes exotiques[8].

### Répertoires
La correspondance de Leconte de Lisle a fait l'objet de répertoires :
- Irving Putter, La dernière illusion de Leconte de Lisle, Librairie Droz - Genève, 1968, appendice A, p. 166-170. Il s'agit d'un répertoire des principaux ouvrages contenant des lettres de Leconte de Lisle.
- Œuvres de Leconte de Lisle, édition critique par Edgard Pich, IV, Œuvres diverses, Société d'édition « Les Belles Lettres », 1978, p. 576-596.

### Sélection d'ouvrages
- 1902. Lettres à Julien Rouffet[9] ; Texte sur wikisource
- 1968. Lettres à Émilie Leforestier[10]
- 1894. Lettres à Jules Huret, à l'occasion du différend de Leconte de Lisle avec Anatole France en 1891 ; les lettres figurent en appendice de : Jules Huret, Enquête sur l'évolution littéraire, Paris, Bibliothèque-Charpentier, 1894, p. 439-442 ; texte sur wikisource
- 1927. Lettre à Gustave Flaubert[11].
- 1933. Lettres échangées avec Jean Marras[12]
- 2004. Correspondance entre Leconte de Lisle et Franz Servais[13]
- 2004. Lettres à José-Maria de Heredia[14]

### Entrevues
- Le Télégraphe, 8 juin 1885, La succession de Victor Hugo à l'Académie Française. Chez M. Leconte de Lisle.
- Le Matin, 15 février 1886, Leconte de Lisle ; Texte sur Gallica
- Gazette anecdotique, 31 octobre 1888, p. 235, [Shakespeare]
- L'Écho de Paris, 29 avril 1891, Enquête sur l'évolution littéraire, article signé Jules Huret, p. 2 ; journal sur Gallica ; article repris dans Jules Huret, Enquête sur l'évolution littéraire, Paris, Bibliothèque-Charpentier, 1894, p. 278-286 ; texte sur wikisource
- Le Journal, 30 septembre 1892, Une statue à Baudelaire - Chez M. Leconte de Lisle.
- Le Rappel, 5 janvier 1893, Chez M. Leconte de Lisle — La santé du poète — Au dîner celtique — Les chances de M. Zola — Les décadents. Article signé Noël Amaudru. texte de l’article sur Gallica.
- Le Gaulois, 20 mars 1893, Interview-Express ; texte sur Gallica
- L'Éclair, 21 janvier 1894, Le sort d'une tête - Comment devrait être composée la commission des grâces.

### Articles
- Esquisses littéraires. Article premier. Hoffmann. De la satire fantastique, « La Variété », deuxième livraison, mai 1840, p. 44-49 ; texte sur wikisource.
- George Sand. Cosima, « La Variété », deuxième livraison, mai 1840, p. 58-60 ; texte sur wikisource.
- Esquisses littéraires. Article deuxième. Sheridan. De l'art comique en Angleterre, « La Variété », troisième livraison, juin 1840, p. 66-72 ; texte sur wikisource.
- Esquisses littéraires. Article troisième. André Chénier. De la poésie lyrique à la fin du XVIIIe siècle, « La Variété », cinquième livraison, août 1840, p. 129-135 ; texte sur wikisource.
- Revue mensuelle. Toussaint Louverture. Romans et nouvelles. Poésies. Une revue critique, « La Variété », cinquième livraison, août 1840, p. 159-160 ; texte sur wikisource.
- Revue mensuelle. Revue parisienne. Romans. Poésie de Lacenaire. M. Alexandre Dumas, « La Variété », septième livraison, octobre 1840, p. 190-192 ; texte sur wikisource.
- Revue dramatique. Vaudeville. Les Fleurs animées. — Gymnase. Les Quatre Reines. — Palais Royal. Mon Voisin d'omnibus, « La Démocratie pacifique », 21 juillet 1846 ; texte sur wikisource.
- Les Femmes de Byron, « La Phalange », t. IV, septembre 1846, p. 184-188 ; texte sur wikisource.
- Théâtre-Français. Don Gusman ou la Journée d'un séducteur, comédie en cinq actes et en vers par M. Adrien de Courcelles, « La Phalange », t. IV, octobre 1846, p. 383 ; texte sur wikisource.
- La Justice et le Droit, « La Démocratie pacifique », 25 octobre 1846, p. 1 ; texte sur wikisource.
- Un dernier attentat contre la Pologne !, « La Démocratie pacifique », t. VII, no 122, 22 novembre 1846 ; texte sur wikisource.
- L’Oppression et l’Indigence, « La Démocratie pacifique », 29 novembre 1846 ; texte sur wikisource.

## Réception et adaptions

### Musiques inspirées par des poèmes
Trois compositions ont été évoquées plus haut au titre du théâtre de Leconte de Lisle :
- Ernest Chausson, Hélène, drame lyrique, en deux actes (op. 7, 1883-4).
- Jules Massenet, Les Érinnyes[15],[n 3], musique de scène. Partition d’orchestre, Partition en ligne pour chant et piano
- Franz Servais, L'Apollonide (Iõn)[16], drame musical. Partition en ligne pour chant et piano. Livret sur wikisource.

Une œuvre orchestrale a été inspirée par un poème de Leconte de Lisle :
- César Franck, Les Éolides, inspiré par le poème Les Éolides.

Par ailleurs, de nombreux musiciens ont écrit des mélodies sur des poèmes de Leconte de Lisle, parmi lesquels Ernest Chausson, Claude Debussy, Gabriel Fauré et Charles Koechlin, mais aussi Edouard Garnier, Patrick Devanchy, Albert Roussel et Louis Vierne.

### Tableau inspiré par des poèmes

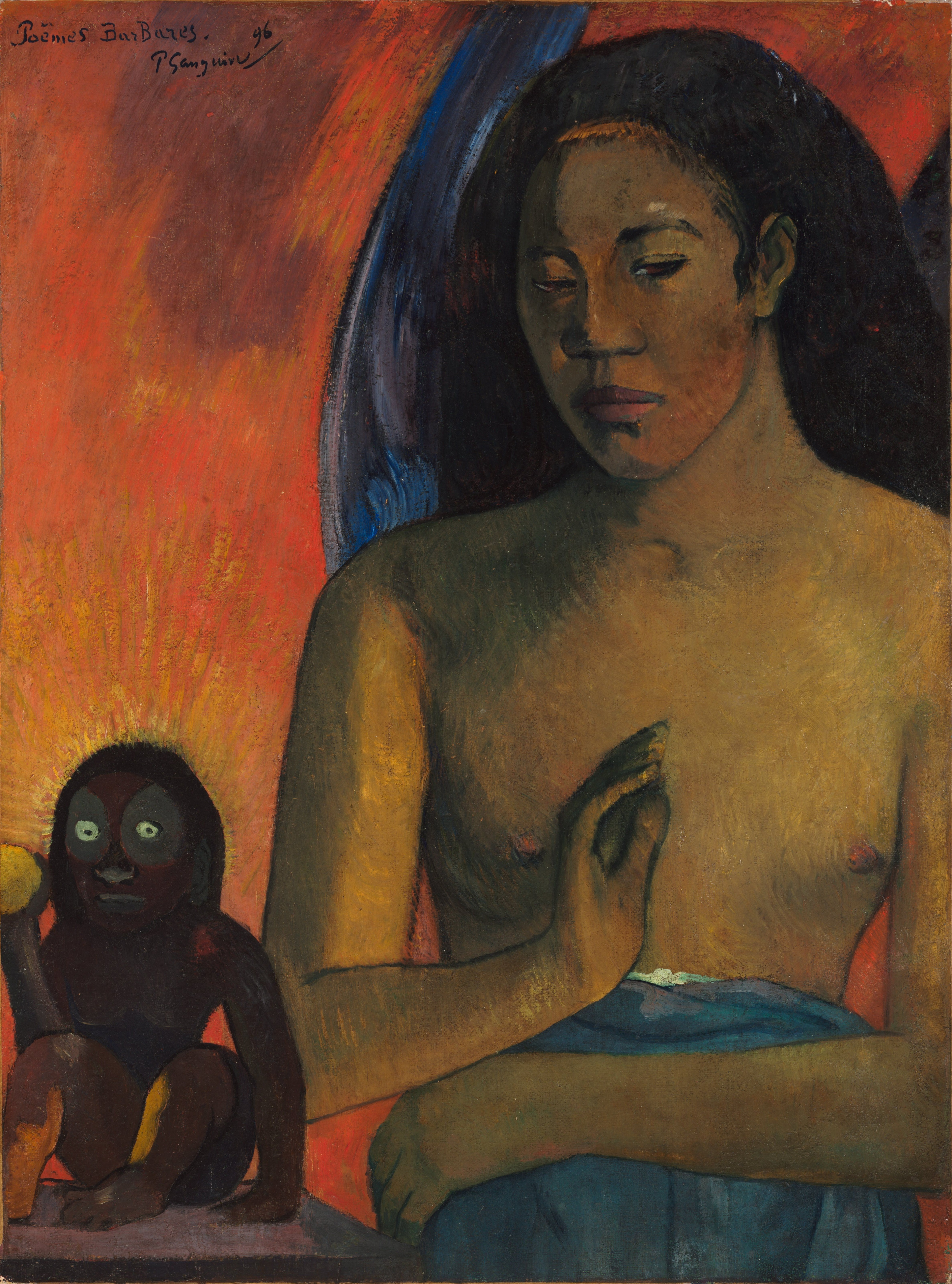
Poèmes barbares, de Paul Gauguin, 1896.

Paul Gauguin a intitulé un tableau Poèmes barbares. Il l’a peint en 1896 lors de son second séjour en Polynésie, sous l’influence de la lecture du poème La Genèse polynésienne de Leconte de Lisle. Le tableau est exposé aux Harvard Art Museums à Cambridge (Massachusetts). Il représente une Polynésienne dont la posture combine des gestes chrétiens et bouddhistes ainsi qu’un animal identifié à Ta'aroa, le dieu tahitien créateur de l’univers.

### Traductions en langues étrangères de ses œuvres
« Pour les traductions en langue allemande, voir Fromm, Bibliographie deutscher Übersetzungen aus dem Französisch zwischen 1700 und 1948. Qaïn a été traduit en tchèque dès 1880 (Prague, Otto). Deux traductions des Érinnyes ont été publiées, en espagnol par la revue de Buenos Ayres Nosotros, et en russe par Lozinskij (1922). Un recueil de morceaux choisis, traduits en russe par Igor Postupalskij et commentés par N. Balachov, a été publié à Moscou en 1960. En Italie, des morceaux choisis de Vigny et de Leconte de Lisle ont été publiés à Milan en 1945, traduits par Filippo Ampola (Éditeur : Garzanti). » (Edgard Pich, Leconte de Lisle et sa création poétique, 1975, p. 535).

## Hommages

### Discours
- Aux funérailles de Leconte de Lisle en 1894, José-Maria de Heredia et Gaston Boissier prononcèrent des discours.
- Le 12 décembre 1895 lors de sa séance de réception à l'Académie française, Henry Houssaye prononce un discours public avec l'éloge traditionnel de son prédécesseur (Leconte de Lisle). Ferdinand Brunetière, directeur de l'Académie française, prononce le discours de réponse.
- José-Maria de Heredia prononce un discours à l'occasion de l'inauguration du monument élevé dans le Jardin du Luxembourg.

### Dédicaces
- Auguste Lacaussade, poème Le Cap Bernard du recueil Poèmes et paysages, 1852[n 4] ;
- Léon Dierx, Poèmes et Poésies, 1861 : « À mon cher et vénéré Maître Leconte de Lisle » ;
- Albert Glatigny, Les Flèches d'or, 1864 : « À mon cher et illustre maître LECONTE DE L’ISLE CE LIVRE EST DÉDIÉ. » ;

- François Coppée, Le Reliquaire, 1866 : « À mon cher Maître / Leconte de Lisle / Je dédie mes premiers vers. » ;
- Armand Silvestre, Le Doute, 1870, texte sur wikisource ;
- Catulle Mendès, Hespérus, 1872 : « À Leconte de Lisle » ;
- Anatole France, Les Poèmes dorés, 1873 : « À / Leconte de Lisle / auteur des poèmes antiques / et des poèmes barbares / en témoignage / d'une vive et constante / admiration / ce livre est dédié » ;
- Judith Gautier, La Sœur du Soleil, 1887 ; texte sur wikisource ;
- José-Maria de Heredia, Les Trophées, 1893 : « À Leconte de Lisle » ;
- Edmond Haraucourt, Les Âges : L'Espoir du Monde, 1894 : À mon maître / très vénéré et très aimé / LECONTE DE LISLE / hommage filial / E. H.
- Jean Dornis, La Voie douloureuse, Calmann Lévy, 1894.
- Pierre Louÿs, Pour la stèle de Leconte de Lisle, poème (date ?)

### Événements
À l’occasion du bicentenaire du poète en 2018, sur l’initiative du Conseil départemental de La Réunion, une année commémorative connu sous le nom de « année Leconte de Lisle » est organisée dans l'île avec différents événements : colloques, conférences, lectures, éditions de livrets, musique et à une exposition réalisée d'après le fonds patrimonial de la Bibliothèque départementale de La Réunion, l'Exposition bicentenaire Leconte de Lisle : une légende réunionnaise tout cela dans l'objectif de «faire rayonner sa poésie et la partager, sur le territoire insulaire et au-delà».

### Toponymie
Portent le nom de Leconte de Lisle :
- un lycée prestigieux de Saint-Denis de La Réunion, le lycée Leconte-de-Lisle ; mais aussi à La Réunion un collège à Saint-Louis, trois écoles primaires à Saint-André, Saint-Paul et Saint-Pierre ;
- la médiathèque de Saint-Paul de La Réunion ; le centre culturel Léspas culturel Leconte de Lisle, toujours à Saint-Paul ;
- un paquebot, le Leconte-de-Lisle (1922-1956). Se reporter à la section #Liens externes pour consulter le site qui lui est consacré ;
- un ITEP dans la Haute-Saône, l'ITEP Leconte de Lisle ;
- des voies (rues, avenues, squares, impasses, boulevards, promenades, villa, etc.) :
  - en métropole : Bergerac, Dinan, Louveciennes, Mennecy, Ozoir-la-Ferrière, 16e arrondissement de Paris (une rue), Rennes, Saint-Gaudens, Saint-Lubin-des-Joncherets ;
  - à La Réunion : Bras-Panon, Cilaos, Le Port, Saint-Benoît, Saint-Denis (une place), Saint-Gilles-les-Bains, Saint-Paul, Saint-Pierre, Sainte-Clotilde.

### Monuments
En 1934, une plaque réalisée par Henri Navarre est inaugurée au 64 boulevard Saint-Michel, où Leconte de Lisle vécut ses vingt-deux dernières années. Elle fut dévoilée en présence du Président de la République. Cinq discours officiels furent prononcés à cette occasion. Le soir, la Comédie-Française programma une récitation de poèmes et la première représentation d’Hélène.

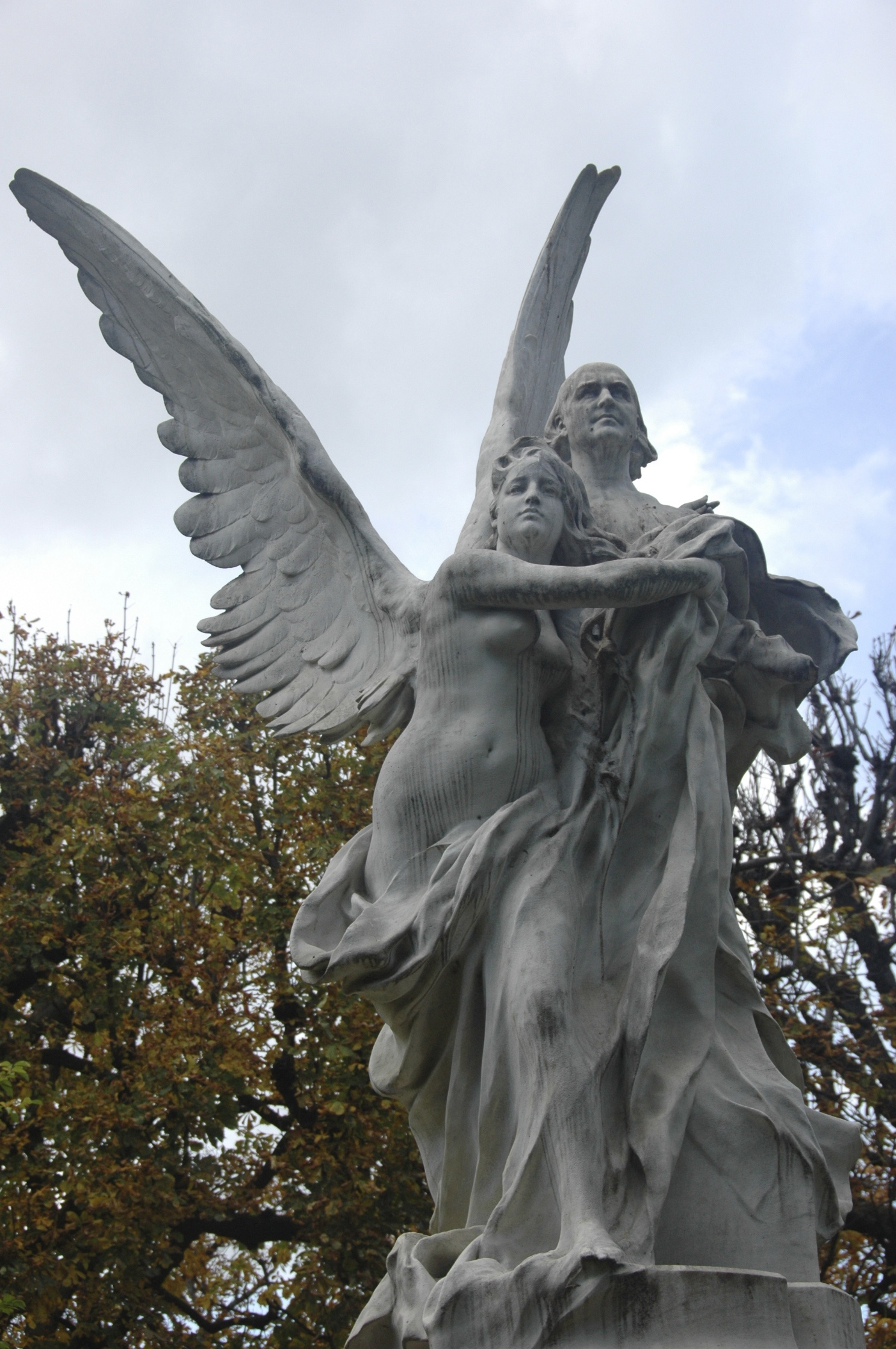
Statue de Leconte de Lisle au Jardin du Luxembourg (Paris) par Denys Puech.
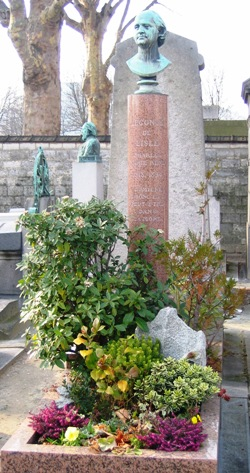
Cénotaphe de Leconte de Lisle, cimetière du Montparnasse (Paris). Vue d’ensemble.
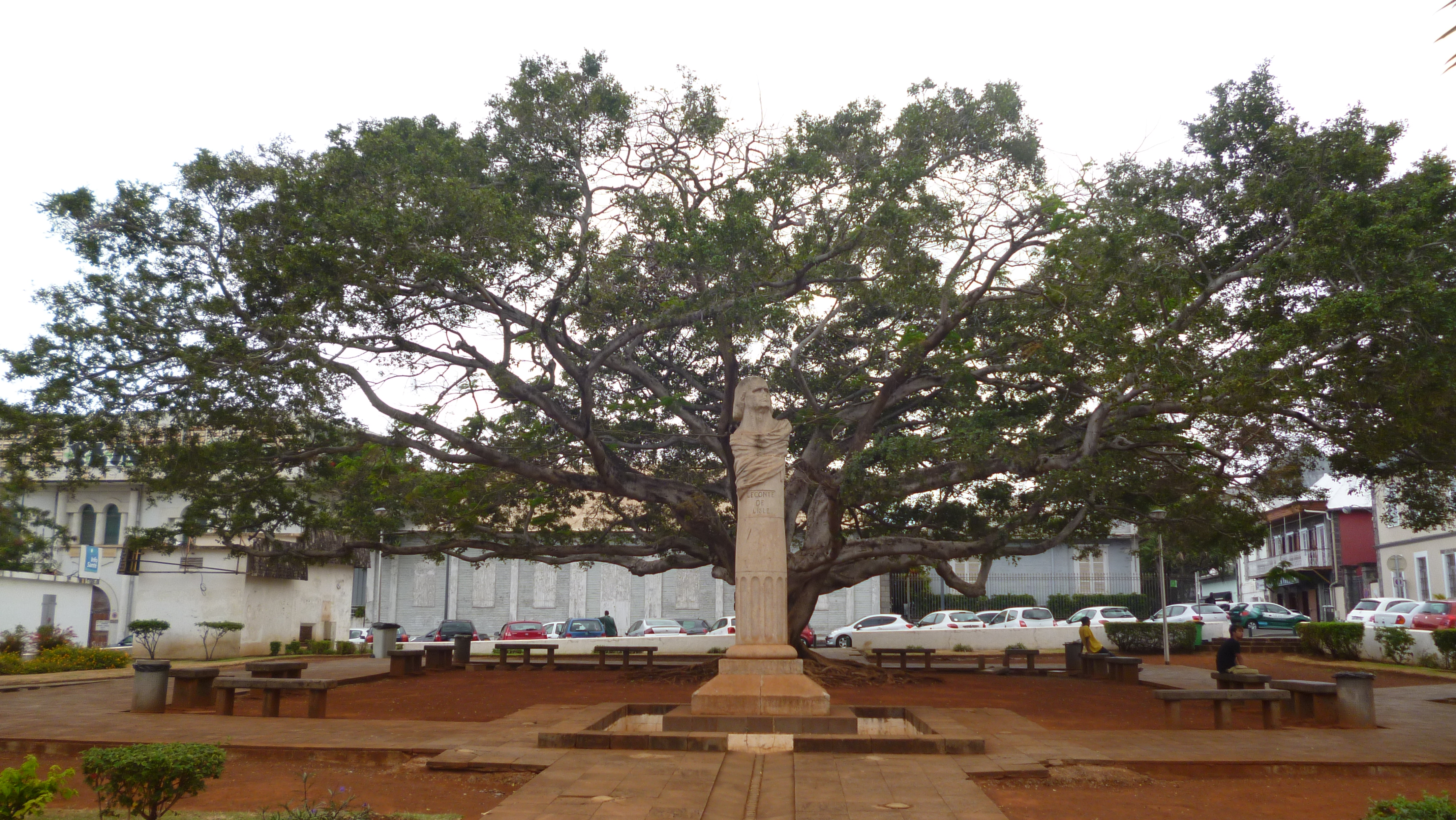
Square Leconte de Lisle, Saint-Denis (La Réunion).
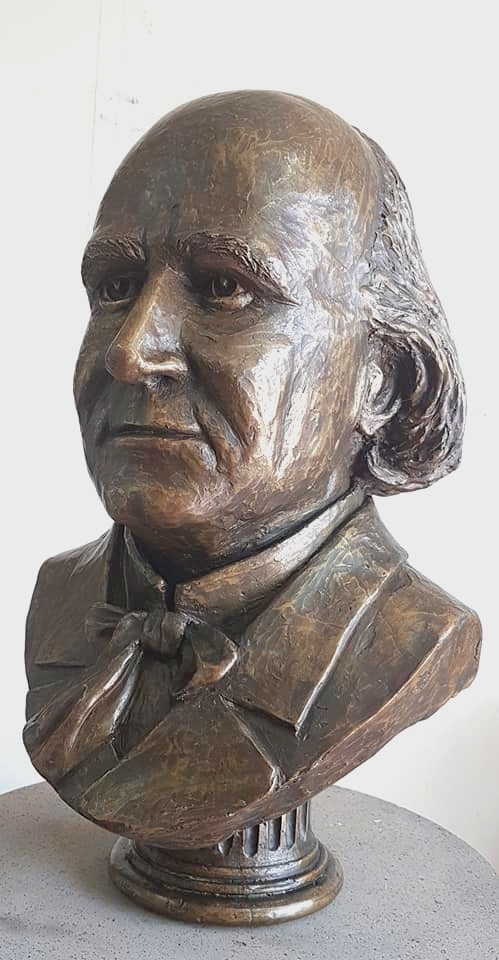
Buste en bronze de Leconte de Lisle, au Lycée Leconte de Lisle (Saint-Denis de la Réunion), par Alexandre Guéry.

## Chronologie
| 1818             | Naissance à Saint-Paul sur l'île de La Réunion. |
| 1822             | Déménagement pour la Bretagne à bord de la Victorine (île Bourbon, 20 mars ; Nantes, 19 juin) et installation à Dinan. |
| 1829             | Déménagement à Nantes. |
| 1832             | Déménagement à l’Île Bourbon (Nantes, 18 juin - Île Bourbon, 25 septembre), avec escale à l'Île Maurice. |
| 1833-1837        | Études secondaires. Premiers essais littéraires. |
| 1837             | Départ pour la métropole pour des études de droit. Voyage à bord de l’Héloïse (Île Bourbon, 11 mars - Nantes, 30 juin) avec escale au Cap (1er avril) et à Sainte-Hélène (22 avril)                                                                            |
| 1838             | Voyage en Bretagne avec plusieurs amis peintres. |
| 14 novembre 1838 | obtention du baccalauréat, inscription à la faculté de droit à Rennes. |
| 3 janvier 1840   | mort de Marie-Élixenne à l’âge de dix-huit ans |
| 1840             | Fondation de La Variété, revue satirique |
| juillet 1840     | abandon des études de droit |
| 21 janvier 1841  | Leconte de Lisle reçu bachelier en droit. |
| 1841             | Installation de sa famille à Saint-Denis (La Réunion). |
| 1843             | Retour sur l’Île Bourbon à bord de la Thélaïre (Nantes, 12 juin - Île Bourbon, 3 octobre) avec dérive jusqu'à Terre-Neuve et escale à l'Île Maurice. |
| 1845             | Départ définitif pour la métropole à bord de l’Anna (Saint-Denis, 23 mars - Saint-Nazaire, 21 juin). |
| 1846             | Participation à des publications fouriéristes |
| 1847             | Rupture avec l’École phalanstérienne. |
| 23 août 1851     | Rencontre de Sainte-Beuve |
| 1854             | Réception du prix Maillé-Latour-Landry de l’Académie française pour Poëmes Antiques |
| 1853-1855        | Le Conseil Général de la Réunion lui octroie, comme à Auguste Lacaussade, une pension annuelle de 2 000 francs. |
| 1855             | Parution de Poèmes et poésies. |
| 1856             | Réception du prix Lambert (1 000 francs) de l’Académie Française. |
| 1857             | Mariage. Parution d'Hypatie. Nouveau prix de l’Académie (1 500 francs). |
| 1858             | Parution de Poésies complètes. |
| 1860             | Nouveau mouvement poétique avec Leconte de Lisle en chef de file |
| 1861             | Début de ses salons littéraires |
| 1862             | Parution de Poèmes barbares. |
| 1866             | Parution de la première série du Parnasse contemporain |
| 1867-1868        | Traduction de l'Iliade et de l'Odyssée. |
| octobre 1869     | Début de la publication de la deuxième série du Parnasse contemporain |
| 1870             | Obtention de la Légion d'Honneur |
| 1871             | Publication de Histoire populaire de la Révolution française et Histoire populaire du christianisme. Suite du deuxième Parnasse contemporain. Emploi à la bibliothèque du Palais du Luxembourg. Publication anonyme du Catéchisme populaire républicain.       |
| 1872             | Réédition refondue et augmentée des Poèmes barbares |
| 1873             | Création des Érinnyes. Rédaction finale avec Anatole France de l’édition posthume du Grand dictionnaire de cuisine d’Alexandre Dumas père. |
| 1874             | Seconde édition augmentée et refondue des Poèmes antiques. Rencontre de Victor Hugo. |
| 1876             | Collaboration à une Histoire du Moyen Âge. Troisième Parnasse contemporain. Reprise de la pièce Les Érinnyes à la Gaîté lyrique |
| 1877             | Échec de sa première candidature à l’Académie française. Début de la collaboration avec le compositeur Franz Servais pour l’Apollonide. |
| 1880             | Un important article de Jules Lemaître fait l’éloge de Leconte de Lisle dans La Nouvelle Revue (21 août). |
| 1883             | Obtention du grade d’officier de la légion d’honneur. |
| 1884             | Poèmes tragiques. Réception du prix Jean-Reynaud de l’Académie française (10 000 F). |
| 1885             | Discours aux funérailles de Victor Hugo. Nouvelle candidature à l'Académie française au fauteuil de Victor Hugo. Réception du titre de « Prince des poètes ».                                                                                                  |
| 1886             | Élection à l'Académie française |
| 1887             | Le 31 mars, réception de Leconte de Lisle à l'Académie française. Le 14 mai, création d’Hélène d’Ernest Chausson à la Société Nationale de Musique (Paris). |
| 1888             | Publication de L'Apollonide. Son salon du samedi reprend. Rencontre de la famille royale de Roumanie. |
| 1889             | Le 16 mars, reprise des Érinnyes à l'Odéon pour une série de vingt représentations. |
| 1892             | Le 24 février, nouvelle reprise des Érinnyes, à l'Odéon pour une série de seize représentations. |
| 1893             | Leçon de Brunetière à la Sorbonne sur Leconte de Lisle. Alphonse Lemerre envisage la publication d'un quatrième recueil du Parnasse contemporain, en y associant le poète.                                                                                     |
| 17 juillet 1894  | Mort de Leconte de Lisle |
| 21 juillet 1894  | Funérailles de Leconte de Lisle. Obsèques religieuses à Saint-Sulpice. Enterrement au cimetière du Montparnasse, à Paris. |
| 1895             | Publication de Derniers poèmes, édités par José-Maria de Heredia et André de Guerne. |
| 3 décembre 1896  | Représentation au théâtre de l'Odéon de la version théâtrale de L'Apollonide (1888) précédée d'une conférence de Jules Lemaître. |
| 10 juillet 1898  | Inauguration du monument de Denys Puech. |
| 1899             | Le 29 janvier, création mondiale du drame musical (opéra) L'Apollonide, musique de Franz Servais, dans une traduction allemande de Mlle Brunnemann, au Théâtre Grand-Ducal de Karlsruhe et sous la direction de Felix Mottl. Les critiques sont enthousiastes. |
| 1908             | Inauguration à Saint-Denis d'un buste du poète, sculpté par José de Charmay. |
| 1910             | Entrée des Érinnyes au répertoire de la Comédie-Française,. |
| 1927-1928        | Publication des Poésies complètes de Leconte de Lisle, texte définitif avec notes et variantes de Jacques Madeleine et Eugène Vallée, aux éditions Lemerre, en quatre tomes.                                                                                   |
| 22 février 1933  | Le 22 février, création de l'association Les Admirateurs de Leconte de Lisle, sous la présidence d'Edmond Haraucourt. |
| 29 mai 1933      | Le 29 mai, inauguration d'une exposition rétrospective par le Président de la République, Albert Lebrun. |
| 3 juin 1934      | Inauguration d'une plaque commémorative au 64 boulevard Saint-Michel |
| 1965             | Fin des éditions Lemerre et de leur exclusivité sur les œuvres de Leconte de Lisle. |
| 1976-1978        | Publication des Œuvres de Leconte de Lisle, édition critique par Edgard Pich, à la Société d'édition « Les Belles Lettres », en quatre tomes. |
| septembre 1977   | Retour des cendres de Leconte de Lisle sur l'Île de La Réunion. |
| 2011             | Début de la publication des Œuvres complètes, édition critique par Vincent Vivès, aux Classiques Garnier, série Leconte de Lisle dirigée par Didier Alexandre, annoncée en onze tomes.                                                                         |
| 2011-2015        | Nouvelle édition critique des Œuvres complètes par Edgard Pich, aux Éditions Honoré Champion, en cinq tomes. |

## Sources

### Éditions modernes des œuvres de Leconte de Lisle
Les éditions des œuvres ou poésies complètes sont, selon l'ordre chronologique inverse de leur publication :
- 2011-2024. Leconte de Lisle, Œuvres complètes, édition critique par Edgard Pich, collection « Textes de littérature moderne et contemporaine », Paris, Honoré Champion éditeur, en six tomes, n’incluant pas les traductions. Les tomes I à IV sont reliés et les tomes V et VI sont brochés :
  - Tome I : L'Œuvre romantique (1837-1847), 2011.  (ISBN 978-2-7453-2157-2)
  - Tome II : Poèmes antiques (1837-1848), 2011.  (ISBN 978-2-7453-2238-8)
  - Tome III : Poèmes barbares, 2012.  (ISBN 978-2-7453-2399-6)
  - Tome IV : Poèmes tragiques, Les Érinnyes, Derniers Poèmes, L'Apollonide, 2014.  (ISBN 978-2-7453-2631-7)
  - Tome V : Œuvres en prose (1852-1894), 2015.  (ISBN 978-2-7453-2835-9)
  - Tome VI : Addenda, corrigenda, répertoires, 2024.
- 2011. Leconte de Lisle, Œuvres complètes, édition critique publiée par Vincent Vivès, Classiques Garnier, collection « Bibliothèque du XIXe siècle » sous la direction de Pierre Glaudes et Paolo Tortonese, no 11, série Leconte de Lisle dirigée par Didier Alexandre, en onze tomes, incluant les traductions :
  - Tome I : Poèmes antiques, 2011.  (ISBN 978-2-8124-0304-0)
  - Tome II à XI : à paraître ? (Le projet semble avoir été abandonné.)
- 1976-1978. Œuvres de Leconte de Lisle, édition critique par Edgard Pich, publiée par la Société d'édition « Les Belles Lettres », en quatre tomes :
  - Tome I : Poèmes antiques, 1977.
  - Tome II : Poèmes barbares, 1976.
  - Tome III : Poèmes tragiques - Derniers Poèmes, 1977.
  - Tome IV : Œuvres diverses, 1978.
Pour compléter cette édition, signalons qu’Edgard Pich avait déjà rassemblé un certain nombre de textes de Leconte de Lisle :
  - Articles, Préfaces. Discours, textes recueillis, présentés et annotés par Edgard Pich, Les Belles Lettres, 1971.
- 1927-1928. Poésies complètes de Leconte de Lisle, texte définitif avec notes et variantes [de Jacques Madeleine et Eugène Vallée, mentionnés tome IV, p. 228], eaux-fortes de Maurice de Becque, Lemerre, en quatre tomes :
  - Tome I : Poèmes antiques, 1927.
  - Tome II : Poèmes barbares, 1927.
  - Tome III : Poèmes tragiques. - Les Érinnyes. - L'Apollonide, 1928.
  - Tome IV : Derniers poèmes, La Passion, Pièces diverses, Notes et variantes, 1928.

En format de poche, il existe une édition de deux recueils, présentée, établie et annotée par Claudine Gothot-Mersch, Gallimard, collection « Poésie » :
- 1985. Poèmes barbares, collection « Poésie » no 202 ;
- 1994. Poèmes antiques, collection « Poésie » no 279.

Depuis 2000 :
- 2001, éditions Paléo : Homère : Hymnes, La Batrakhomyomakhie, Épigrammes.
- 2007, éditions Omnibus : Mourir pour Troie, Eschyle, Sophocle, Euripide. Édition établie par Annie Collognat-Barès.
- 2009, éditions Bibliobazaar : Poèmes Barbares ; Poèmes Tragiques ; Catéchisme populaire républicain.
- 2009, éditions Kessinger Publishing : Catéchisme populaire républicain ; Le Sacre de Paris ; Homère : Odyssée ; Eschyle ; Histoire populaire du Christianisme.
- 2009, éditions Pocket classiques : Homère : Odyssée, préface de Paul Wathelet ; Homère : Iliade, préface d'Odile Mortier-Waldschmidt, commentaires d'Annie Collognat-Barès.
- 2010, éditions Bibliobazaar : Poëmes et poésies ; Discours de réception de Leconte de Lisle et réponse d'Alexandre Dumas fils.
- 2010, éditions Kessinger Publishing : Premières poésies et lettres intimes
- 2010, éditions Nabu Press : Poèmes antiques ; Poèmes barbares ; Poèmes tragiques ; Derniers Poèmes. La Passion. L'Apollonide. Poètes contemporains ; Euripide ; Homère : Odyssée ; Catéchisme populaire républicain ; Discours de réception à l'Académie française ; Sophocle ; Poèmes et poésies ; Idylles de Théocrite et Odes anacréontiques ;  Histoire populaire de la Révolution française ; Eschyle ; Le Sacre de Paris.

### Ouvrages sur la vie de Leconte de Lisle

#### Témoignages directs
- Théodore de Banville, Camées parisiens, troisième et dernière série, « Petite bibliothèque des curieux », Paris, chez René Pincebourde, 1873 ; quatrième douzaine, ch. I, Leconte de Lisle, p. 115. Texte sur wikisource
- Léon Barracand :
  - Leconte de Lisle, Revue bleue, 28 juillet 1894, p. 97-101. Texte sur wikisource
  - Souvenirs d’un homme de lettres, in Revue des deux mondes, 15 août et 1er septembre 1937. Texte sur wikisource
- Jules Breton, Un peintre paysan, Alphonse Lemerre, 1896, p. 187-196 ; texte sur wikisource.
- Léon Daudet, Souvenirs des milieux littéraires, politiques, artistiques et médicaux, Nouvelle Librairie Nationale, 1920, pages 54–56. texte sur wikisource.
- Jean Dornis
  - Leconte de Lisle intime, 1895 ; texte sur wikisource
  - Essai sur Leconte de Lisle, 1909 ; texte sur wikisource
- Henry Houssaye, Discours de réception à l'Académie française, avec l'éloge de Leconte de Lisle, prononcé le 12 décembre 1895[20]. Texte sur wikisource
- José Maria de Heredia, Léon Bourgeois, Sully Prudhomme, etc., Discours prononcés et poème lu lors de l’inauguration du monument de Denys Puech érigé « à Leconte de Lisle » au jardin du Luxembourg, le 10 juillet 1898, Le Temps, 11 juillet 1898 ; texte sur Gallica
- Jacques-Vincent, Un salon parisien d'avant-guerre, Éditions Jules Tallandier, 1929, ch. 1 à 3, Période : 1892-1894.
- Jules Massenet, Mes souvenirs, 1848-1912, Pierre Lafitte & Cie, 1912, chapitre IX, Au lendemain de la guerre. Texte sur wikisource.
- Jean Moréas, Feuillets, Éditions de la Plume, 1902, ch. I, « Leconte de Lisle », p. 7-13. Texte sur IA
- Adolphe Racot, Portraits d’aujourd’hui, À la librairie illustrée, 1887 ; ch. Leconte de Lisle, p. 113-124. Texte sur Gallica
- Henri de Régnier
  - Portraits et souvenirs, Mercure de France, 1913, chapitre « Au Luxembourg », p. 51-59. texte sur IA
  - Proses datées, Mercure de France, 1925, ch. 1, p. 5-20.
  - Nos rencontres, Mercure de France, 1931, chapitre « Louis Ménard et Leconte de Lisle », p. 215-228 ; texte sur Gallica.
- Louis Tiercelin, Bretons de Lettres, Honoré Champion, 1905 ; ch. 1 « Leconte de Lisle étudiant (1837-1843) », p. 1-158. Texte sur wikisource
- Paul Verlaine, Souvenirs sur Leconte de Lisle[21], Le Journal, 20 juillet 1894.
- Henri Welschinger, Leconte de Lisle bibliothécaire, Journal des débats, 16 août 1910 ; Texte sur wikisource.

#### Autres documents
- Marius-Ary Leblond, Leconte de Lisle, essai sur le génie créole, Mercure de France, 1906[22]. Texte sur wikisource
- Fernand Calmettes, Un demi-siècle littéraire, Leconte de Lisle et ses amis[n 7], Plon, s.d. Texte sur wikisource
- Edmond Estève, Leconte de Lisle, l'homme et l'œuvre, Boivin & Cie, s.d. ; Texte sur wikisource
- Jean-Paul Sartre, L'Idiot de la famille. Gustave Flaubert de 1821 à 1857, Gallimard, 1972, éd. revue et complétée 1988, tome 3, livre I. La névrose objective, 5. Névrose et prophétie, p. 338-440.
- Jean Mistler, Sous la Coupole, Bernard Grasset, 1981. Le chapitre consacré à Leconte de Lisle reprend, en treize pages, un discours prononcé à la Bibliothèque nationale le 23 septembre 1977.
- Henri Cornu, Charles Marie Leconte de Lisle. Bourbon et Marie-Élixène, Azalées Éditions & Musée de Villèle, 1995,  (ISBN 2-908127-39-3).
- Caroline De Mulder, Leconte de Lisle, entre utopie et république, Éditions Rodopi B.V. Amsterdam-New York, 2005,  (ISBN 90-420-1657-4)

#### Biographie de référence
- Christophe Carrère, Leconte de Lisle ou la Passion du beau, Fayard, 2009.  (ISBN 978-2-213-63451-7).

### Études de l'œuvre de Leconte de Lisle

#### Critiques contemporaines de Leconte de Lisle
Le tableau suivant inclut la plupart des critiques retenues par Catulle Mendès, dans l'article consacré à Leconte de Lisle dans son Rapport sur le Mouvement poétique français de 1867 à 1900, Imprimerie nationale, 1902, p. 162-166 (voir le texte de l'article et les extraits des critiques sur Gallica).
| Auteur               | Date   | Titre et édition |
| -------------------- | ------ | --- |
| Sainte-Beuve         | 1852   | « De la Poésie et des Poëtes en 1852 », dans le Constitutionnel, 9 février 1852 reproduisant in extenso le poème Midi ; repris dans Causeries du lundi, tome V ; sur Leconte de Lisle, cf. p. 396-398.                                                                              |
| Gustave Planche      | 1853   | « La Poésie et les Poètes en France en 1853 », dans la Revue des deux Mondes, 1853, vol. 3, septembre, p. 1192-1215. |
| Armand de Pontmartin | 1854   | « M. Leconte de Lisle », dans Causeries littéraires, ch. Les Poëtes, IV, p. 89-99 |
| Charles Baudelaire   | 1861   | « Leconte de Lisle », dans la Revue fantaisiste, 15 août 1861, repris dans L'Art romantique, ch. XV, Réflexions sur quelques-uns de mes contemporains, no IX, p. 386-391 |
| Sainte-Beuve         | 1862   | « Le Poëme des Champs de M. Calemard de Lafayette » (1), 21 et 22 avril 1962 ; repris dans Nouveaux lundis, t. II, 1864, p. 247-269 ; extraits relatifs à Poëmes barbares, p. 248-252                                                                                               |
| Sainte-Beuve         | 1865   | « De la Poésie en 1865 », dans Le Constitutionnel : (I) 12 juin 1865 ; (II) 19 juin 1865 ; (III) 26 juin 1865 ; (IV) 3 juillet 1865 ; repris dans Nouveaux lundis, t. X, 1868, (I) p. 113-128 ; (II) p. 129-148 ; (III) p. 149-167 ; (IV) p. 168-188                                |
| Théophile Gautier    | 1868   | Rapport sur les progrès de la poésie (II) |
| Francisque Sarcey    | 1873   | « Chronique théâtrale », dans Le temps, 13 janvier 1873, p. 1-2, après la représentation des Érinnyes. |
| Léon Dierx           | 1876   | « Leconte de Lisle », dans La République des Lettres, 23 juillet 1876, p. 80-84. |
| Jules Lemaître       | 1879   | « Le Mouvement poétique en France », article paru dans la Revue bleue, 9 août 1879, repris dans Les Contemporains. Études et portraits littéraires, huitième série, Boivin & Cie, p. 31-58.                                                                                         |
| Paul Bourget         | 1885   | « M. Leconte de Lisle », Nouveaux essais de psychologie contemporaine, ch. VII, p. 81-133. |
| Paul Verlaine        | 1885   | « Leconte de Lisle », dans Les Hommes d’aujourd’hui (no 241, décembre 1885), accompagné d’un portrait-charge dessiné par Coll-Toc |
| Jules Lemaître       | 1886   | Les Contemporains. Études et portraits littéraires, deuxième série, H. Lecène et H. Oudin ; ch. I, Leconte de Lisle, p. 5-47. |
| Jules Lemaître       | 1887   | Notice Leconte de Lisle, in Anthologie des poètes français du XIXe siècle, Alphonse Lemerre |
| Anatole France       | 1887   | « M. Leconte de Lisle à l'Académie française », dans le journal Le Temps du 27 mars 1887, p. 2, et repris dans La Vie littéraire, première série, 1892, p. 95-106. |
| Jules Lemaître       | 1888 ? | « Euripide, L'Ion d'Euripide, et l'Apollonide de Leconte de Lisle » ; repris dans Impressions de Théâtre, 9e série, Boivin & Cie, ch. 1, p. 1-13. |
| Charles Morice       | 1889   | La Littérature de tout à l'heure, Librairie académique Didier, Perrin et Cie, 1889, p. 210-214. |
| Ferdinand Brunetière | 1893   | « M. Leconte de Lisle », leçon du 17 mai 1893 à la Sorbonne ; article paru dans la Revue bleue du 20 mai 1893 ; repris dans L'Évolution de la poésie lyrique en France au dix-neuvième siècle. Leçons professées à la Sorbonne, Hachette, 1894, tome second, 13e leçon, p. 151-186. |
| Pierre Quillard      | 1894   | « Leconte de Lisle », article dans Mercure de France, août 1894 p. 305-310. |

#### Études classiques
Citons, parmi les auteurs d'études parues entre 1895 et 1944 :
- P.V. Delaporte[24],
- Jean Dornis[25],
- Pierre Flottes[26],
- Joseph Vianey[27].

#### Études modernes
Citons parmi les études parues depuis 1945 :
- Irving Putter 1951-54-61[28]
- Jules-Marie Priou, 1966[29]
- Edgard Pich, 1975[30]
- Robert Sabatier, 1977[31]